# Distrito de Coutances
El distrito de Coutances es un distrito (en francés arrondissement) de Francia, que se localiza en el departamento de Mancha (en francés Manche), de la región de Normandía. Cuenta con 10 cantones y 130 comunas.

## División territorial

### Cantones
Los cantones del distrito de Coutances son:
1. Cantón de Bréhal
2. Cantón de Cerisy-la-Salle
3. Cantón de Coutances
4. Cantón de Gavray
5. Cantón de La Haye-du-Puits
6. Cantón de Lessay
7. Cantón de Montmartin-sur-Mer
8. Cantón de Périers
9. Cantón de Saint-Malo-de-la-Lande
10. Cantón de Saint-Sauveur-Lendelin

### Comunas
| 1. Agon-Coutainville (50003)             | 2. Ancteville (50007)                    | 3. Anctoville-sur-Boscq (50008)         | 4. Angoville-sur-Ay (50012)             |
| 5. Anneville-sur-Mer (50014)             | 6. Annoville (50015)                     | 7. Appeville (50016)                    | 8. La Baleine (50028)                   |
| 9. Baudreville (50035)                   | 10. Baupte (50036)                       | 11. Belval (50044)                      | 12. Blainville-sur-Mer (50058)          |
| 13. Boisroger (50061)                    | 14. Bolleville (50063)                   | 15. Brainville (50072)                  | 16. Bretteville-sur-Ay (50078)          |
| 17. Bricqueville-la-Blouette (50084)     | 18. Bricqueville-sur-Mer (50085)         | 19. Bréhal (50076)                      | 20. Bréville-sur-Mer (50081)            |
| 21. Cambernon (50092)                    | 22. Cametours (50093)                    | 23. Camprond (50094)                    | 24. Canville-la-Rocque (50097)          |
| 25. Cerisy-la-Salle (50111)              | 26. Chanteloup (50120)                   | 27. Coigny (50136)                      | 28. Contrières (50140)                  |
| 29. Coudeville-sur-Mer (50143)           | 30. Courcy (50145)                       | 31. Coutances (50147)                   | 32. Cretteville (50153)                 |
| 33. Créances (50151)                     | 34. Cérences (50109)                     | 35. Denneville (50160)                  | 36. Doville (50166)                     |
| 37. Feugères (50181)                     | 38. La Feuillie (50182)                  | 39. Gavray (50197)                      | 40. Geffosses (50198)                   |
| 41. Glatigny (50204)                     | 42. Gonfreville (50208)                  | 43. Gorges (50210)                      | 44. Gouville-sur-Mer (50215)            |
| 45. Gratot (50219)                       | 46. Grimesnil (50221)                    | 47. Guéhébert (50223)                   | 48. Hambye (50228)                      |
| 49. Hauteville-la-Guichard (50232)       | 50. Hauteville-sur-Mer (50231)           | 51. La Haye-du-Puits (50236)            | 52. Heugueville-sur-Sienne (50243)      |
| 53. Houtteville (50250)                  | 54. Hudimesnil (50252)                   | 55. Hyenville (50255)                   | 56. Hérenguerville (50244)              |
| 57. Laulne (50265)                       | 58. Lengronne (50266)                    | 59. Lessay (50267)                      | 60. Lingreville (50272)                 |
| 61. Lithaire (50273)                     | 62. Longueville (50277)                  | 63. Le Loreur (50278)                   | 64. Le Lorey (50279)                    |
| 65. Marchésieux (50289)                  | 66. Le Mesnil-Amand (50301)              | 67. Le Mesnil-Aubert (50304)            | 68. Le Mesnil-Garnier (50311)           |
| 69. Le Mesnil-Rogues (50320)             | 70. Le Mesnil-Villeman (50326)           | 71. Le Mesnilbus (50308)                | 72. La Meurdraquière (50327)            |
| 73. Millières (50328)                    | 74. Mobecq (50330)                       | 75. Montaigu-les-Bois (50336)           | 76. Montchaton (50339)                  |
| 77. Montcuit (50340)                     | 78. Montgardon (50343)                   | 79. Monthuchon (50345)                  | 80. Montmartin-sur-Mer (50349)          |
| 81. Montpinchon (50350)                  | 82. Montsurvent (50354)                  | 83. Muneville-le-Bingard (50364)        | 84. Muneville-sur-Mer (50365)           |
| 85. Nay (50368)                          | 86. Neufmesnil (50372)                   | 87. Nicorps (50376)                     | 88. Notre-Dame-de-Cenilly (50378)       |
| 89. Orval (50388)                        | 90. Ouville (50389)                      | 91. Pirou (50403)                       | 92. Le Plessis-Lastelle (50405)         |
| 93. Prétot-Sainte-Suzanne (50415)        | 94. Périers (50394)                      | 95. Quettreville-sur-Sienne (50419)     | 96. Regnéville-sur-Mer (50429)          |
| 97. Roncey (50437)                       | 98. La Ronde-Haye (50438)                | 99. Saint-Aubin-du-Perron (50449)       | 100. Saint-Denis-le-Gast (50463)        |
| 101. Saint-Denis-le-Vêtu (50464)         | 102. Saint-Germain-sur-Ay (50481)        | 103. Saint-Germain-sur-Sèves (50482)    | 104. Saint-Jores (50497)                |
| 105. Saint-Malo-de-la-Lande (50506)      | 106. Saint-Martin-d'Aubigny (50510)      | 107. Saint-Martin-de-Cenilly (50513)    | 108. Saint-Michel-de-la-Pierre (50524)  |
| 109. Saint-Nicolas-de-Pierrepont (50528) | 110. Saint-Patrice-de-Claids (50533)     | 111. Saint-Pierre-de-Coutances (50537)  | 112. Saint-Rémy-des-Landes (50544)      |
| 113. Saint-Sauveur-Lendelin (50550)      | 114. Saint-Sauveur-de-Pierrepont (50548) | 115. Saint-Sauveur-la-Pommeraye (50549) | 116. Saint-Symphorien-le-Valois (50558) |
| 117. Saint-Sébastien-de-Raids (50552)    | 118. Saussey (50568)                     | 119. Savigny (50569)                    | 120. Servigny (50573)                   |
| 121. Sourdeval-les-Bois (50583)          | 122. Surville (50586)                    | 123. Tourville-sur-Sienne (50603)       | 124. Trelly (50605)                     |
| 125. Varenguebec (50617)                 | 126. Vaudrimesnil (50622)                | 127. La Vendelée (50624)                | 128. Ver (50626)                        |
| 129. Vesly (50629)                       | 130. Vindefontaine (50642)               |                                         |                                         |